# Jared Murillo
Jared Makiao Murillo (sinh ngày 8 tháng 8 năm 1988) là một diễn viên khiêu vũ của Mĩ, đồng thời là một diễn viên và ca sĩ. Vào tháng 1 năm 2003, Jared đã từng cặp đôi với Lacey Schwimmer và cả hai cùng ganh đua trong cuộc thi cấp bậc trung học. Họ trở đến tầng lớp thành niên vào tháng 8 năm 2003 và họ đã tham gia thi hàng tá cuộc thi cạnh tranh. Họ nhận được danh nghĩa Mĩ dành cho những vũ công khiêu vũ tổ chức vào năm 2004. Họ đồng thời cũng nhận được giải thưởng cuộc thi Tuổi Trẻ Mĩ Latinh năm 2006. Họ cũng thắng giải khiêu vũ Quốc gia năm 2005. Jared cũng xuất hiện trong 1 tập phim của "The suite life of Zack and Cody" trong tập phim "Loosely Ballroom". Anh cũng trình diễn giải nhảy Olympic mùa đông Mở rộng năm 2002. Lúc đó, anh đã gặp Kenny Ortega. Rồi sau đó, anh trở thành một diễn viên nhảy tất yếu trong bộ phim ăn khách của Disney High school musical 1,High school musical the concert và High school musical 2. Anh cũng là trợ lý biên đạo múa trong High school musical the concert và High school musical 2. Anh cũng đã xuất hiện trong những đoạn nhạc của Ashley Tisdale như "Be good to me" và "He said she said".Anh cũng hay xuất hiện trên TV, phương tiện truyền thông đại chúng và hiện nay Jared đang là bạn trai của Ashley.